# ダイヤル錠

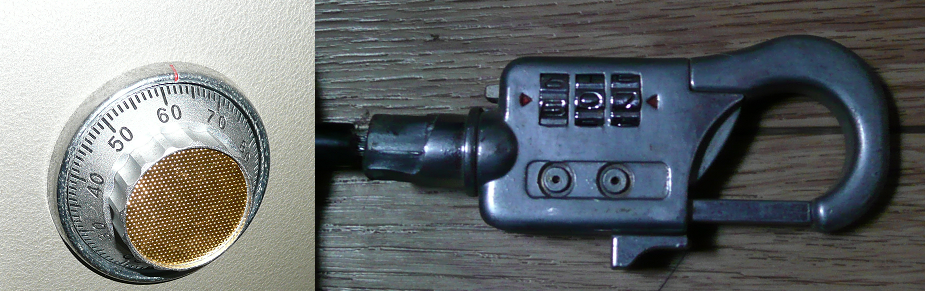
ダイアル錠

ダイヤル錠（ダイヤルじょう）は、暗証番号によって施錠、解錠が可能な錠前である。
金庫などで使用されるもの、南京錠型、自転車用などがある。

## 特徴
- 鍵が不要であるため施錠の手間がかからない。
- 暗証番号を知られてしまうと、誰でも解錠することが可能になる。
- 暗証番号を知らない者でも、すべての番号の組み合わせを試す総当たり攻撃や後述する方法によって、原理的に解錠は可能である欠点がある。ただし、番号の刻まれているシリンダーの数が増えると、その番号組み合わせ総数は冪乗の法則によって爆発的に増える。例として、0-9の10通りダイヤルの組み合わせ式の錠前の場合、ダイヤルの数をnとすると組み合わせ数は10nで計算できる。ダイヤルが2個なら102=100通りだが、3個だと103=1000通り、4個だと104=10000通りもの組み合わせとなる。番号の組み合わせ数が多い事は、部外者からすれば解錠のための試行時間が（暗証番号に心当たりの無い場合は）長引くことを意味し、結果的に錠前を解錠してみようという安易な試みを事前に断念させる・すなわち防犯上の観点から優位となる。
- 金庫型のダイヤル錠では、2-4枚のロック板が内部に配置されているものが多い。まずリセット動作として左に数回ほど回した後に、4枚ロック式なら右へ指定数字（50-100分割された目盛り量で表現することが多い）を3回通過＋指定数字で止める→左回しで指定数字を3度合わせて止める→右回しで指定数字を2度合わせて止める→左回しで指定数字を合わせる→最終的に内部のシアラインが揃う事で、レバーを引くと閂が解錠される、という構成の機構が多い（上記の説明での回転が左右逆になるものもある）。

## ギャラリー

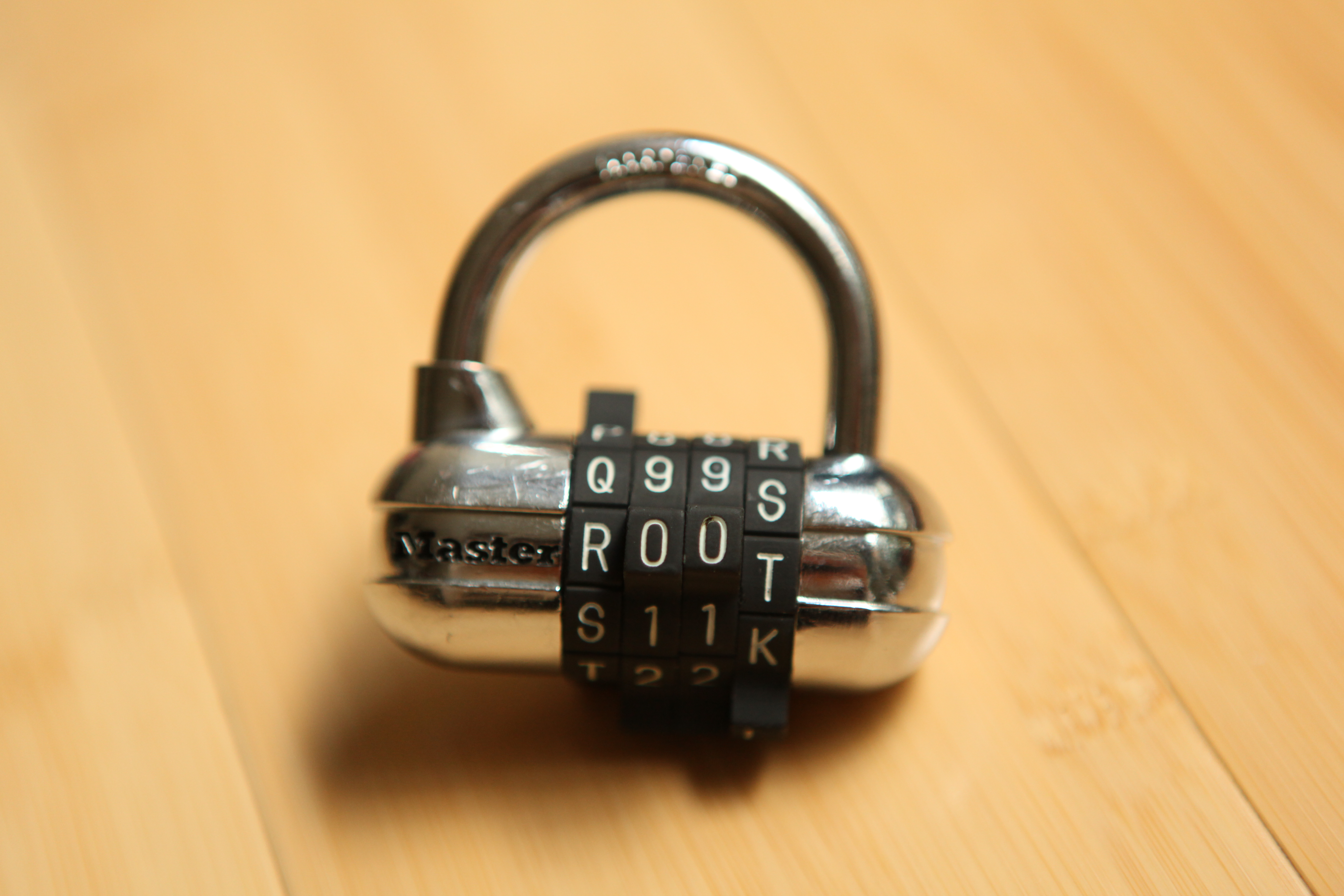
アルファベット
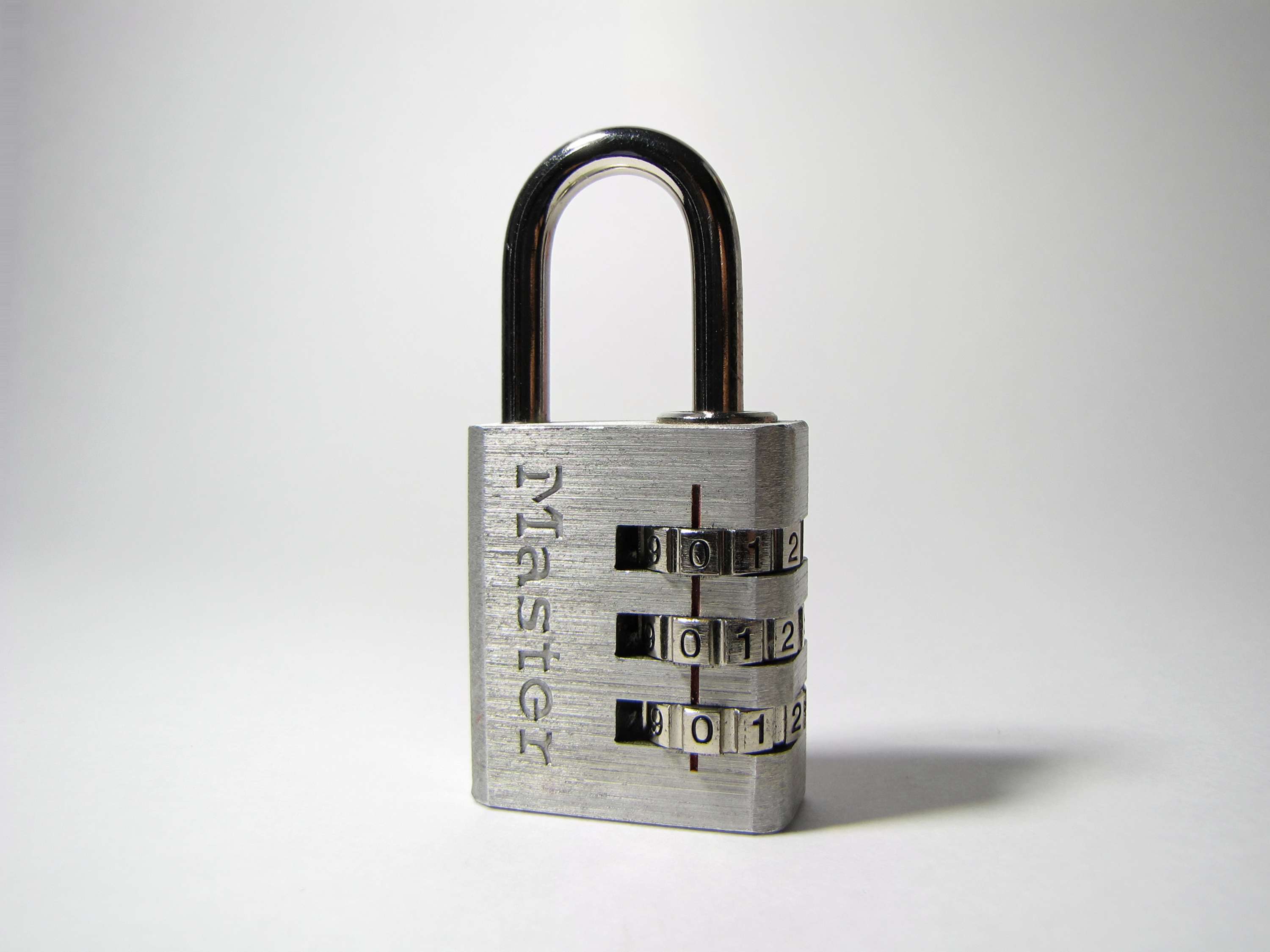
3桁
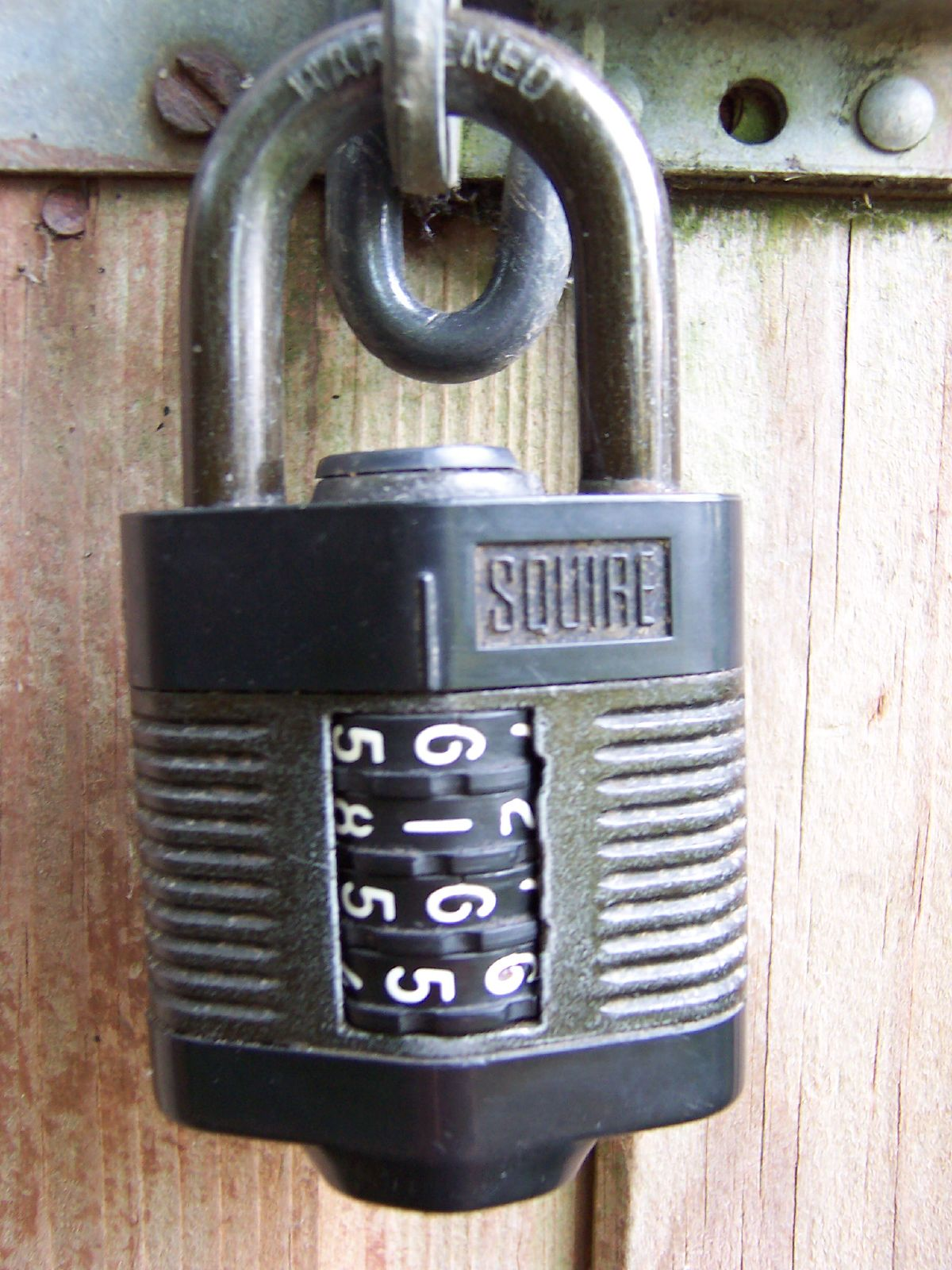
4桁
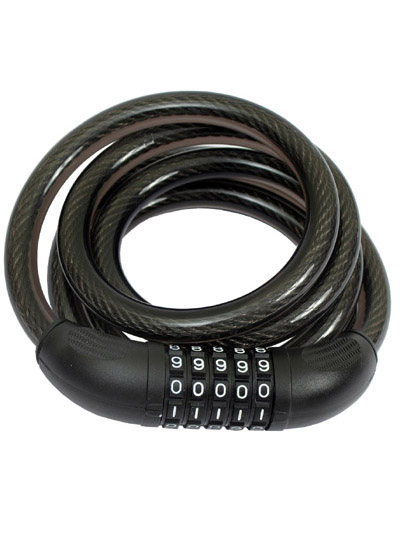
5桁（自転車用）
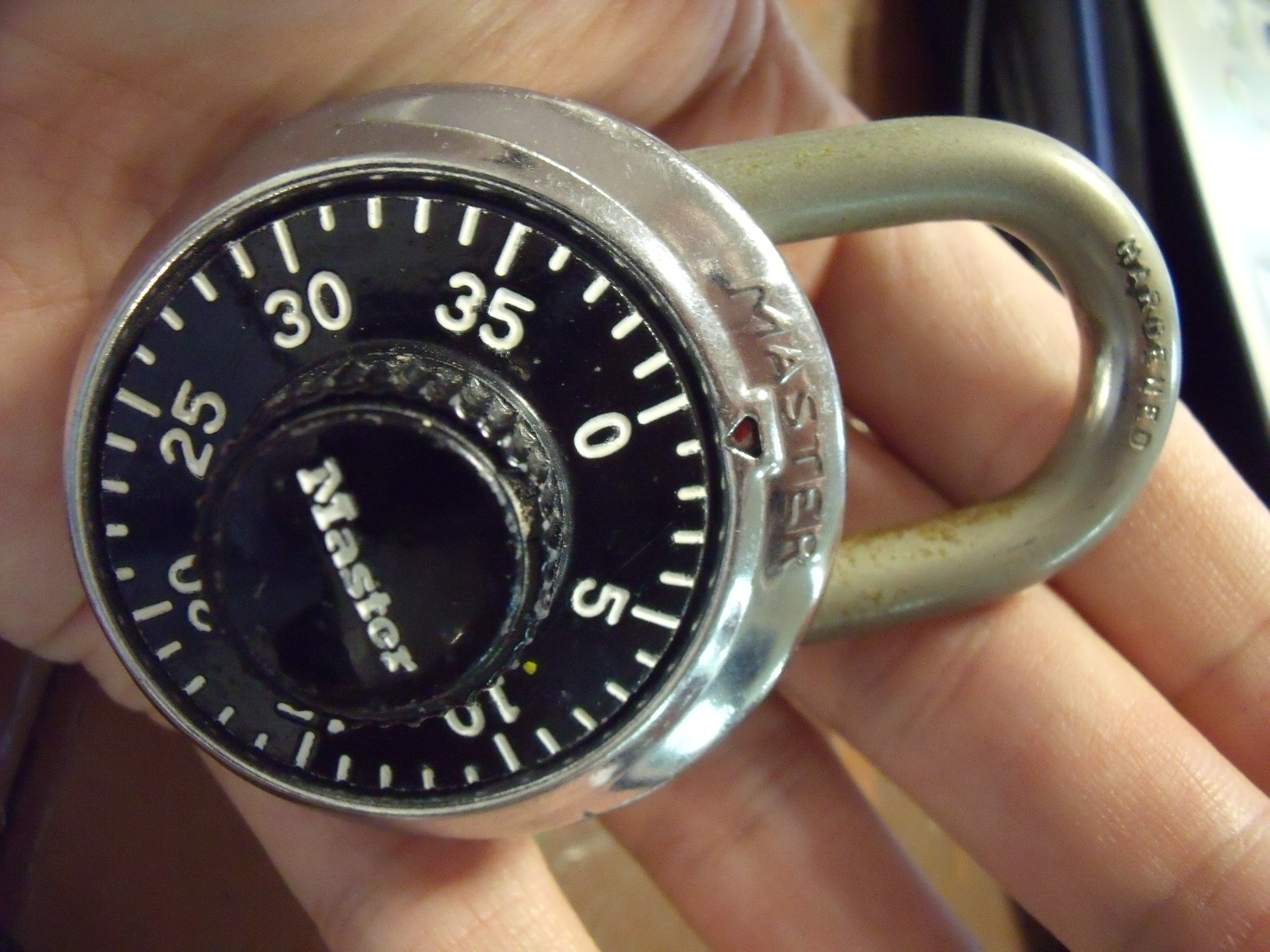
丸いタイプ